# Vallmo, Nagu
Vallmo är en ö i Finland. Den ligger i Skärgårdshavet i kommundelen Nagu i Pargas stad i den ekonomiska regionen  Åboland i landskapet Egentliga Finland, i den sydvästra delen av landet. Ön ligger omkring 3 kilometer söder om Själö, 2 kilometer nordost om Nagu kyrka, 33 kilometer sydväst om Åbo och omkring 170 kilometer väster om Helsingfors. Närmaste allmänna förbindelse är förbindelsebryggan vid Kyrkbacken som trafikeras av M/S Falkö och M/S Östern.
Öns area är 2,31 kvadratkilometer och dess största längd är 2,7 kilometer i öst-västlig riktning. Ön höjer sig omkring 45 meter över havsytan. I omgivningarna runt Vallmo växer i huvudsak barrskog.